# Alue Dalam
Alue Dalam is een bestuurslaag in het regentschap Aceh Timur van de provincie Atjeh, Indonesië. Alue Dalam telt 296 inwoners (volkstelling 2010).